# Final4 i ishockey for kvinder 2021-22
Final4 i ishockey for kvinder 2021-22 var den anden udgave af Pokalturneringen i ishockey for kvinder. Turneringen blev arrangeret af Danmarks Ishockey Union og afviklet som et final 4-stævne den 5. - 6. marts 2022 i Rødovre Centrum Arena i Rødovre.
Turneringen blev vundet af Hvidovre IK, som i finalen besejrede Rødovre Mighty Bulls Q med 5-2, og som dermed vandt Pokalturneringen i ishockey for kvinder for første gang. Det var ellers Rødovre-holdet, der startede finalen bedste og kom foran med 2-0 i første periode på mål af Viktoria Dahlmann og Signe Sass. Hvidovre fik inden den første pause reduceret til 1-2 ved Line Ernst, og i anden perioden afgjorde Hvidovre-kvinderne reelt kampen med to mål af Julie Funch Østergard og et af Simone Hammer Mørch. Rødovre Mighty Bulls Q formåede ikke at skabe spænding om resultatet i tredje periode, hvor Hvidovre definitivt afgjorde kampen med en scoring af Henriette Funch Østergaard i tomt mål. Tomålsskytten Julie Funch Østergaard blev kåret som pokalfighter.

## Final 4

### Format
Turneringen har deltagelse af fire hold:
- Hvidovre IK
- Odense IK
- Rødovre Mighty Bulls Q
- AaB Ishockey

Turneringen afvikledes som et final 4-stævne, hvor alle kampene blev spillet i Rødovre Centrum Arena i Rødovre i dagene 5. - 6. marts 2022.

### Semifinaler
| Dato     | Kl.   | Kamp                               | Res.  | Perioder      | Tilsk. | Ref.        |
| -------- | ----- | ---------------------------------- | ----- | ------------- | ------ | ----------- |
| 5. marts | 14:50 | Hvidovre – AaB Ishockey            | 10–10 | 6-0, 3-1, 1-0 | 92     | Kamprapport |
| 5. marts | 18:10 | Rødovre Mighty Bulls Q – Odense IK | 3–0   | 0-0, 1-0, 2-0 | 150    | Kamprapport |

### Finale
Finalen blev afgjort i én kamp mellem vinderne af de to semifinaler.
| Dato     | Kl.   | Kamp                                 | Res. | Perioder      | Tilsk. | Ref.        |
| -------- | ----- | ------------------------------------ | ---- | ------------- | ------ | ----------- |
| 6. marts | 14:00 | Hvidovre IK – Rødovre Mighty Bulls Q | 5–2  | 1-2, 3-0, 1-0 | 243    | Kamprapport |